# 池田秀盛
池田 秀盛（いけだ ひでもり）は、平安時代末期の武士。

## 略歴
伝承によると、源満仲に仕えていた藤原仲光の後裔で、代々摂津国池田の地に土着していた池田源三郎快光という武士が、平清盛の死後、頼盛に仕え、伊勢平氏の一門として一ノ谷の戦いに参戦し敗れ、元暦2年/寿永4年（1185年）の壇ノ浦の戦いにおいて戦死したと言われている。
快光の死後、残された彦太郎秀盛ら五人の兄弟は、源氏方の追手から逃れるため、能登半島を経由し陸路を北上して鳥海山麓に辿り着き当地に隠れ住んだという。しかし、兄弟五人が一緒では源氏の追い打ちに遭った際に全滅する恐れがあるため、酒盛りをして別れることにした。長男・秀盛は泥沢という山中に住み、二男は最初に辿り着いた升田という谷の奥地に残った。さらに三男と四男は扇状地が広がる芹田（せつだ）に、末の弟は平坦な豊岡（現在の遊佐町）に分かれて暮らした。その後、兄弟の子孫達によって村が築かれ、升田周辺の土地は玉簾の滝の水に恵まれ豊かであったという。
現在、酒田市八幡の光浄寺近くに、池田兄弟が別れの酒盛りをした『兄弟水酒盛り塚』と呼ばれる場所があると言われており、『泥沢』には館の跡や殿様が飲んだとされる井戸の跡が残っているという。また『芹田』の地名は、二人の弟が群生する芹（せり）を食べて暮らしたことに由来する。
その後、鎌倉時代を生き延びた子孫たちは南北朝時代に至り南朝方につき戦ったという。建武年間頃、生石の地に朝日山城を築き庄内地方の土豪として代々城主を務め、安土桃山時代の池田盛周の代まで続いた。